# Saint-Gorgon, Vosges
Saint-Gorgon là một xã thuộc tỉnh Vosges trong vùng Grand Est miền đông bắc nước Pháp.